# 1845 w sztukach plastycznych

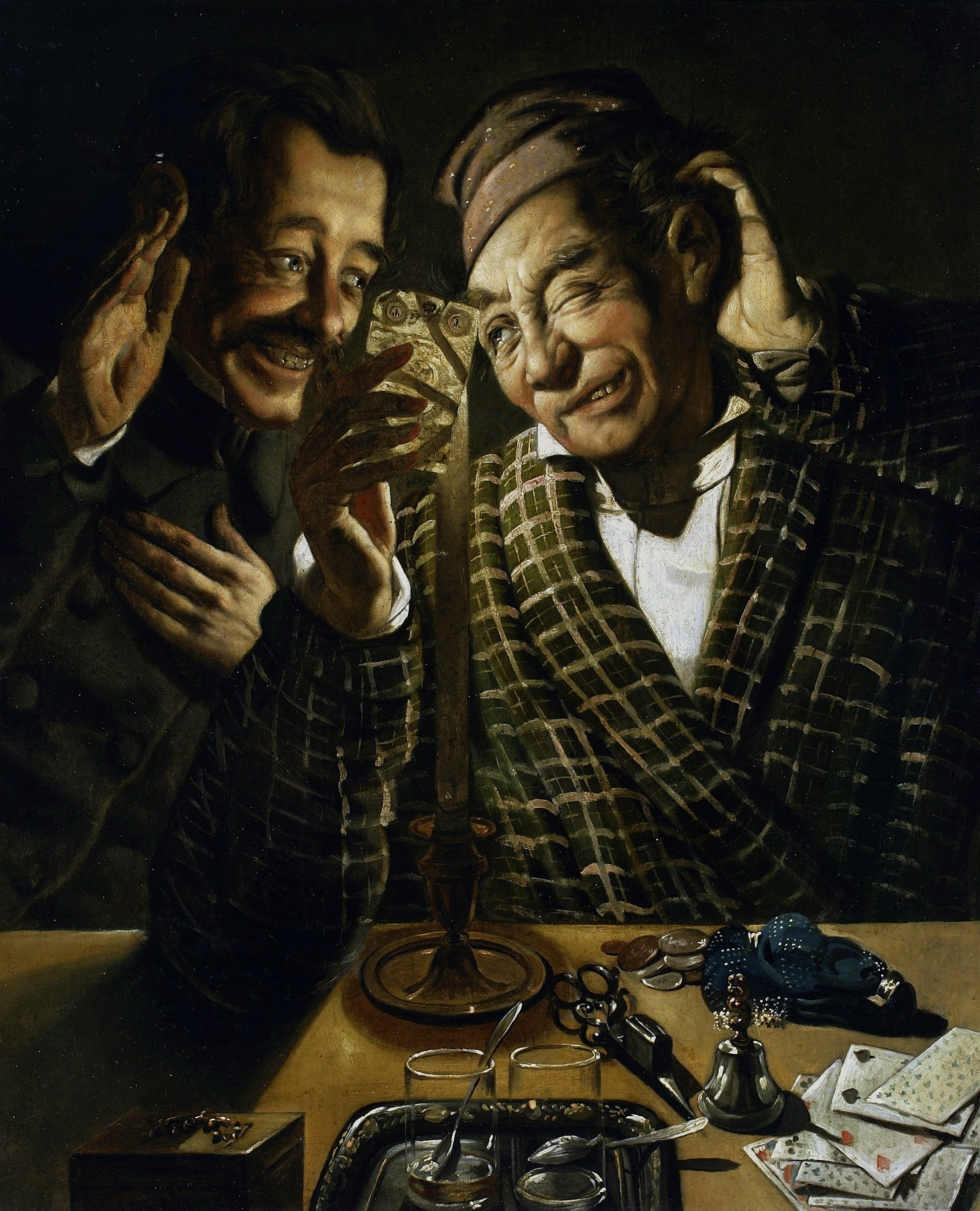
Feliks Pęczarski, Szulerzy przy świecy, własność Muzeum Narodowego w Warszawie

Wydarzenia w sztukach plastycznych i wizualnych w 1845 roku.

## Dzieła
- Feliks Pęczarski
  - Szulerzy przy świecy[1]
  - Czytelnicy Kuriera (około)[2]

## Urodzeni
- 21 stycznia - Harriet Backer (zm. 1932), norweska malarka
- 12 kwietnia - Gustaf Cederström (zm. 1933), szwedzki malarz
- 22 sierpnia - Julius de Blaas (zm. 1923), austriacki malarz
- 30 października - Antonin Mercié (zm. 1916), francuski malarz i rzeźbiarz
- 15 listopada - Tina Blau (zm. 1916), austriacka malarka
- Aureliano de Beruete (zm. 1912), hiszpański malarz

## Zmarli
- 1 stycznia lub 1 stycznia 1854 - Joseph Saunders (ur. 1773), angielski rytownik, ilustrator, publicysta i profesor historii sztuk
- 4 stycznia - Louis Léopold Boilly (ur. 1761), francuski malarz i litograf
- 19 czerwca - Jean Henri Jaume Saint-Hilaire (ur. 1772), francuski malarz i przyrodnik
- 30 czerwca - Leonardo Alenza (ur. 1807), hiszpański malarz
- 30 października - Nicolas-Toussaint Charlet (ur. 1792), francuski malarz, grafik, karykaturzysta i pedagog
- czerwiec - Józef Sejdlitz (ur. 1789), polski malarz
- Fryderyk Bauman (ur. 1765 lub 1770), polski architekt i rzeźbiarz